# Дрогобицький міський парк культури та відпочинку
Дрогобицький міський парк культури та відпочинку, також Парк Івасика-Телесика (колишня назва: Парк ім. генера́ла Васи́льєва) — парк-пам'ятка садово-паркового мистецтва у Дрогобичі, об'єкт природно-заповідного фонду-ботанічної пам'ятки природи місцевого значення. 

## Розташування

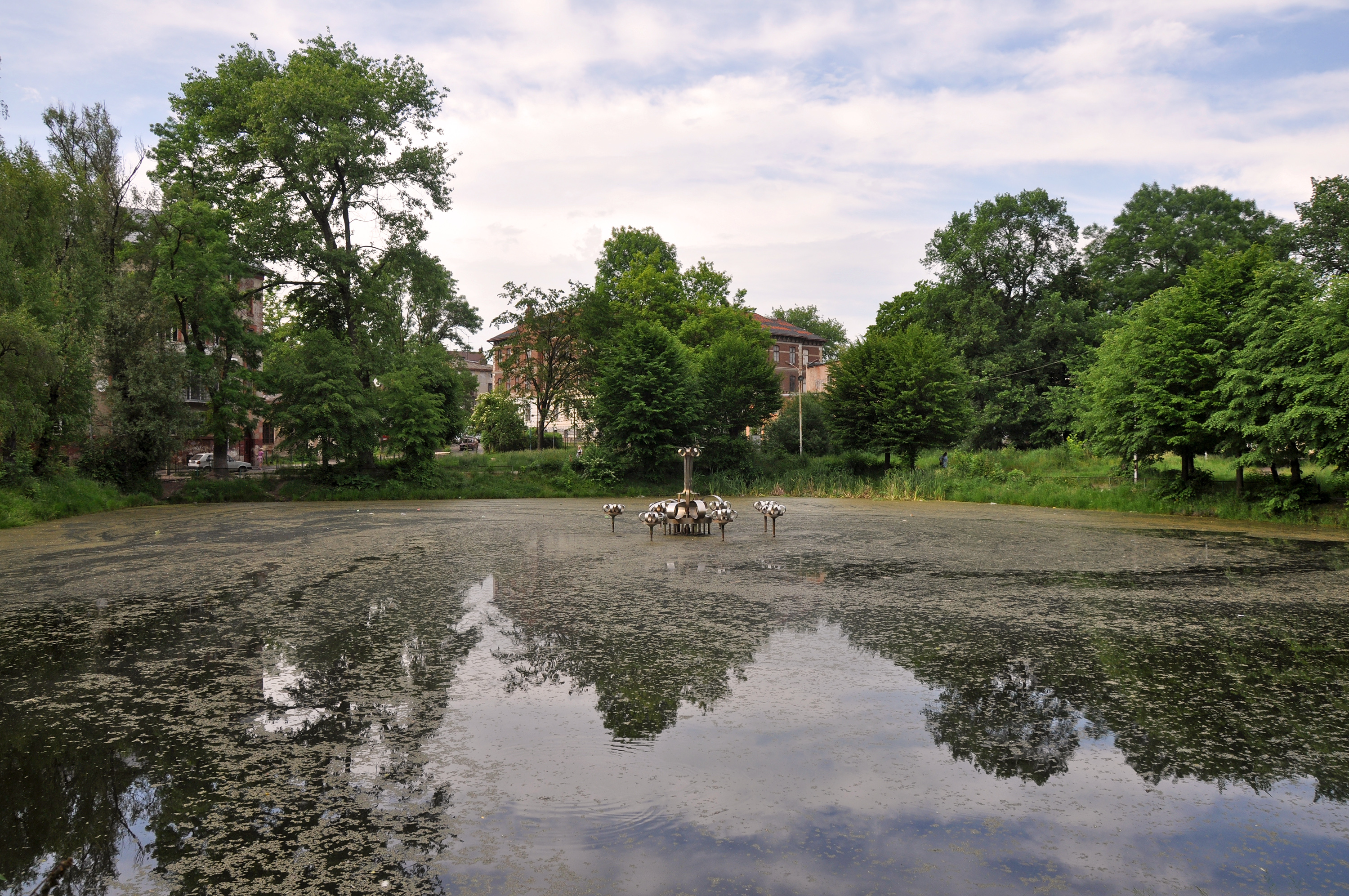
Дрогобицький міський парк

Став у міському парку. 1935 рік

Розташований у межах міста Дрогобич Львівської області, між вул. Трускавецькою, вул. Б. Лепкого та вул. Ф. Шопена, за адресою: вул. Богдана Лепкого, 2. Вздовж південної межі парку протікає річка Побук (притока Тисьмениці). 

## Опис
Площа 1,94 га. Статус надано згідно з рішенням виконкому Львівської обласної ради від 9 жовтня 1984 року № 495. Перебуває у віданні: Дрогобицький міськкомунгосп. 
Статус надано для збереження центрального міського парку культури та відпочинку. У парку руїни радянських атракціонів, облаштований дитячий майданчик; посередині є невелике озеро Плянти. У 2018 році встановили скейт-майданчик у парку.
Також є два заклади харчування.